# CAC Boomerang
Бумеранг (англ. CAC Boomerang) — австралийский одноместный истребитель периода Второй мировой войны. Представлял собой моноплан смешанной конструкции с закрытой кабиной, убирающимся шасси и хвостовым колесом. Спроектирован в КБ фирмы Commonwealth Aircraft Corporation (CAC) под руководством Лоуренса Уакетта. Был переделан в истребитель на основе многоцелевого самолёта CAC Wirraway — лицензионной копии американского тренировочного самолёта NA-16. Опытного самолёта не существовало. Первый полёт серийный самолёт совершил 29 мая 1942 года. Массовое производство на заводе CAC в городе Фишерменс-Бэнд развернулось с июля того же года.

## Предыстория
В середине 30-х годов правительства ряда стран начали интенсивно наращивать вооружение и подготовку к вероятной войне. Однако у Австралии не было своей авиационной промышленности, отчасти из-за исторического предпочтения закупки как гражданских, так и военных самолётов у производителей, базирующихся в Великобритании, чему помогали сильные политические и культурные связи между двумя странами. В сложившихся же условиях английская промышленность была загружена созданием самолётов для собственных ВВС и не имела возможности отвлекаться на сторонние заказы. 17 октября 1936 года при поддержке правительства Австралии три компании объединились, чтобы создать совместное предприятие, зарегистрированное как Commonwealth Aircraft Corporation (CAC), которая ставила своей целью разработку собственных образцов авиационной техники. САС планировали разместить и производство самолётов и испытательный полигон в Мельбурне, а закупку инструментов и оборудования вести в Англии и США. Вначале компания купила лицензию на американский учебный одномоторный самолёт North American NA-16, внедрила его в производство под именем CAC Wirraway и в середине 1939 года начала его поставку в RAAF. Однако и производство боевых самолётов, в частности истребителей, было необходимо осуществить в кратчайшие сроки. Тем временем в июле 1940 года, после поражения Франции, Великобритания оказалась в тяжёлом положении, один на один против Германии, и австралийское правительство опубликовало заявление, сообщив, что "с этой даты и далее Австралия не может рассчитывать на Англию в поставках каких-либо материалов авиационной промышленности". 7 декабря 1941 началась война на Тихом океане. После серии внезапных и почти одновременных ударов Японии в Перл-Харборе, Таиланде, Малайе и Филиппинах Австралия оказалась в опасном положении, поскольку в течение нескольких месяцев Япония захватила контроль над обширной территорией Тихого океана и Юго-Восточной Азии. К началу боевых действий две австралийские эскадрильи дислоцировались в Англии и на средиземноморском театре боевых действий и ещё четыре в Малайзии, две из которых были оснащены бомбардировщиками Локхид Хадсон, одна модифицированными в лёгкие бомбардировщики CAC Wirraway, и ещё одна уже устаревшими истребителями F2A Баффало. Налицо было явный количественный и качественный недостаток авиации и в особенности истребителей (в связи с высокой опасностью бомбардировочных налётов). В то время как британские производители были основным источником самолётов для ВВС Австралии, в 1942 году британской авиапромышленности стало трудно удовлетворить потребности даже собственных ВВС для войны в Европе. США обладали огромными производственных мощностями, однако их усилия в тот момент также были сконцентрированы на оснащение собственных ВВС, которые были также вовлечены в конфликт. Даже там, где можно было бы разместить заказы, они подразумевали необходимость доставки через океан в условиях военного времени, с соответствующими рисками задержек и потерь, в частности из-за немецких подводных лодок. Хотя истребители ВВС США – такие, как Р-40 Киттихаук и P-39 "Аэрокобра", которые были повреждены во время службы в Австралии, могли быть восстановлены силами австралийских мастерских и отданы в аренду RAAF, они не были доступны в достаточном количестве.

## Разработка
В конце 1941 года Лоуренс Уаккет, руководитель и главный конструктор САС, задумал строительство нового истребителя. Сложность состояла в том, что до этого момента в Австралии истребителей никогда не производилось. Считалось, что промышленность Австралии не была способна наладить производство лицензионного истребителя. Уаккет принял решение использовать элементы уже освоенного промышленностью самолёта. В производстве на тот момент были только два военных самолёта: CAC Wirraway и бомбардировщик Бристоль Бофорт. На своей родине предок Wirraway, NA-16, уже стал основой для истребителя NA-50 (также известного как P-64), который даже успел повоевать в Эквадоро–Перуанской войне. Важно отметить, что лицензия производства Wirraway позволяла вносить изменения в конструкцию. Исходя из этого, Уаккет решил использовать планер Wirraway в качестве отправной точки для разработки нового отечественного истребителя, так как это позволяло сократить сроки разработки и внедрения в производство. Хотя английские инженеры и переработали двухмоторный Бофорт в успешный тяжёлый истребитель Beaufighter, он не подходил для востребованных одномоторных истребителей-перехватчиков. Зато двигатели для Бофортов, Пратт-Уитни Р-1830 Твин Уосп, имели подходящую мощность в 1200 л. с. и были освоены в производстве. Ещё одним фактором в пользу этого двигателя было то, что он уже был использован на истребителе Грумман F4F Уайлдкэт. Поэтому Твин Уосп был логичным выбором двигателя для создаваемого истребителя. Уаккет нанял конструктора Фреда Дэвида, австрийского еврея, который недавно прибыл в Австралию в качестве беженца и, так как формально являлся гражданином враждебного государства, был интернирован австралийскими иммиграционными службами. Давид хорошо подходил для проекта, так как он ранее работал на "Хейнкель" в донацистской Германии, а также на Mitsubishi и Aichi в Японии. Давид обладал отличным знанием конструкции современных истребителей, в том числе Mitsubishi A6M Zero и Heinkel He 112. В декабре 1941 года CAC приступили к разработке нового истребителя. В проекте самолёта, который получил внутреннее обозначение СА-12, использовались хвостовое оперение, шасси, консоли крыла и центроплан от Wirraway в сочетании с новой носовой частью фюзеляжа, где размещался более громоздкий, чем у лёгкого Wirraway, двигатель Твин Уосп. Новая одноместная кабина получила сдвижной фонарь. Вооружение было представлено двумя 20-мм пушками Hispano-Suiza HS.404 и четырьмя пулемётами винтовочного калибра. Проект был представлен в правительство Австралии, которое незамедлительно дало своё одобрение; правительство рассматривало СА-12 как страховку от задержки или отмены поставки заказанных в США истребителей Curtiss P-40. Также положительную роль сыграла доступность используемых компонентов Wirraway для СА-12, что позволяло в значительной степени ускорить выполнение производственной программы. 18 февраля 1942 года Австралийский военный кабинет одобрил заказ на 105 самолётов СА-12, вскоре после этого самолёт получил название название "Бумеранг". Заказ на производство серийных самолётов был сделан ещё до постройки прототипов и выполнения программы испытательных полётов.

## Создание прототипов и начало производства
29 мая 1942 года прототип Бумеранга с серийным номером A46-1 совершил свой первый полёт под управлением лётчика-испытателя CAC Кена Фревина. Этот первоначальный прототип был собран в течение всего лишь трёх месяцев после получения приказа о начале производства, что нечасто случалось в то время. Не откладывая, A46-1 приступил к испытательным полётам, выполняемым либо Фревином, либо пилотом RAAF Джоном Харпером. Полёты прошли успешно, причём прототип оказался лёгким в обращении и вполне манёвренным. Возникла проблема с охлаждением двигателя, которая привела к переделке конструкции воздухозаборника масляного радиатора и добавлению кока винта, начиная с A46-3. 15 июля A46-1 был передан RAAF на авиабазу №1 для сравнительных испытаний. На них А46-1 выступил против F2A Баффало, который был облегчён, чтобы приблизить лётные характеристики к А6М Зеро, а также против P-40E Киттихок и P-400 Аэрокобра I (экспортный вариант P-39 Аэрокобра, облегчённый и с 20-мм пушкой вместо 37-мм). Было обнаружено, что Бумеранг быстрее в горизонтальном полёте, чем Баффало, но менее манёвренный. Бумеранг был превосходно вооружён: две 20-мм пушки и четыре пулемёта калибра 7,7 мм. Все они были установлены в коротких толстых крыльях. Пилот были лучше защищён броневой обшивкой, чем японские лётчики-истребители на Зеро. Несмотря на то, что динамика Бумеранга была неплоха на низких высотах, эти качества ухудшались на высоте свыше 4600 м, а его максимальная скорость 490 км/ч была недостаточной для того, чтобы сделать его эффективным оружием против японских Зеро и Накадзима Ки 43. К примеру, лучшие европейские истребители достигали почти 650 км/ч, и даже относительно медленные F4F Уайлдкэт и P-40 Киттихок были заметно быстрее, чем Бумеранг. С марта 1942 года запуск в серию CA-12 стал менее срочной задачей, так как несколько подразделений ВВС США, использовавших P-40 и P-39, были развёрнуты на севере Австралии. RAAF также начал получать новые P40 Киттихок. В июне 1943 года были завершены производственные работы по первоначальному заказу на 105 CA-12. Во время производства этой партии на CA-12 было внесено несколько модификаций и усовершенствований, в том числе усиление кока и креплений подфюзеляжного бака, установка АНО и переделка электрозапуска. Трудности, с которыми столкнулись CAC при разработке двухмоторного бомбардировщика Вумера, который в конечном итоге был отменён в сентябре 1944 года, побудили австралийское правительство продлить контракт на производство Бумеранга, расширив заказ со 105 до 250 самолётов. Эти дополнительные 145 самолётов были изготовлены в четырёх различных версиях: CA-13, CA-14, CA-14A и CA-19. Было произведено 95 единиц CA-13 и 49 единиц CA-19, и только по одному прототипу CA-14 и его модификации CA-14A, на которых пытались улучшить высотные характеристики самолёта. В феврале 1945 года был выпущен последний Бумеранг, A46-249, модели CA-19.

## Дальнейшие модификации
Пока первоначальная модель CA-12 проходила лётные испытания, в CAC приступили к работе над новым вариантом с лучшими показателями скорости, скороподъёмности и высотности. В новой модели, названной CA-14, предполагалось установить заказанные в США двигатели Райт-Циклон R-2600 мощностью 1700 л.с., однако они не были поставлены вовремя, и в середине 1942 года Уаккет решил использовать двигатель Пратт-Уитни R-2800 мощностью 1850 л.с., который был доступен на заводе CAC в Лидкомбе. Из-за компактности фюзеляжа Бумеранга нагнетатель для двигателя был установлен в задней части фюзеляжа. Также планировалось установить новый трёхлопастный винт изменяемого шага производства Кертисс. Однако значительно больший вес этого мотора создавал неприемлемые нагрузки на шасси (двигатель R-2800 позже станет основой проекта преемника Бумеранга, CAC CA-15 «Кенгуру».) В итоге CAC вернулась к Твин Уосп, к которому добавили турбокомпрессор Дженерал Электрик B-2, установленный внутри задней части фюзеляжа, новый редуктор и принудительное охлаждение (под влиянием разведывательных данных из Европы о захваченных немецких двухрядных радиальных двигателях BMW 801, которые использовались на Фокке-Вульф Fw 190A). Также были увеличены в размерах киль с рулём направления. К июлю 1943 года значительно обновлённый опытный образец CA-14, названный CA-14A, превосходил CA-12 на 25—30 % по максимальной скорости и на 1200 м по потолку. Тесты показали, что при некоторых условиях CA-14A сравним со Спитфайром Mk V, а также с ранними вариантами P-47 Тандерболт и P-51 Мустанг. Однако к тому времени Спитфайр выполнял функцию перехватчика, а в качестве эскортного истребителя на CAC разворачивалось производство лицензионных Мустангов, поэтому CA-14 так и не пошёл в производство.

## Конструкция
Бумеранг — это одномоторный моноплан, сконструированный с акцентом на высокую манёвренность. Истребитель имел бочкообразный вид, причина чему в использовании планера от более мелкого Wirraway в сочетании с значительно большим по размеру двигателем Пратт-Уитни R-1830 Твин Уосп. Сверху двигателя был установлен воздухозаборник, снизу — масляный радиатор. В фюзеляже был установлен протектированный топливный бак на 70 галлонов и ещё два 45-галлонных бака в центроплане.
Хотя первоначально намеревались использовать как можно больше компонентов Wirraway, в итоге конструкция Бумеранга существенно отличалась от него. Крылья и фюзеляж были укорочены, обшивку сменили на деревянную и алюминиевую (в отличие от полотняной на Wirraway), что увеличивало стойкость самолёта к боевым повреждениям. Центральная секция фюзеляжа была спроектирована заново. Крыло однолонжеронной конструкции с работающей обшивкой имело стреловидность по передней кромке и прямую заднюю кромку. Механизация крыла включала обтянутые тканью элероны, алюминиевые триммеры и щитовые закрылки. Основные стойки шасси убирались при помощи гидравлического привода в ниши в центроплане.
Бумеранг получил новую одноместную кабину со сдвигающимся фонарём. Пилот был защищён 1,5-дюймовым бронестеклом и бронеспинкой. По общей тенденции тех лет Бумеранг был оснащён пушечным вооружением. Поскольку в Австралии такого оружия ранее не производилось, использовали пару 20-миллиметровых пушек Хиспано-Суиза британского производства. По легенде образец пушки был обнаружен у отставного австралийского ветерана, служившего на Ближнем Востоке, который прихватил пушку на родину в качестве сувенира, эта пушка и была якобы использована для внедрения в производство методом обратной разработки. Прочее вооружение были представлено четырьмя пулемётами Браунинг .303. Под крылом могло быть подвешено до четырёх дымовых бомб массой 20 фунтов, которыми отмечали цели для бомбардировщиков.

## Эксплуатация
19 октября 1942 года CA-12 модели A46-6, заводской номер №829 стал первым Бумерангом, доставленным в учебное подразделение (No. 2 OTU), где немедленно начал использоваться для обучения пилотов. Обучение в целом проходило успешно, хотя пилоты без боевого опыта испытывали трудности с переходом с Wirraway на Бумеранг из-за плохой видимости вперёд. По этой причине коллиматорный прицел был перемещён с целью улучшения обзора для пилота.
10 апреля 1943 года 83-я эскадрилья RAAF в Стратпине стала первой истребительной частью, получившей Бумеранги, которые заменили ранее находившиеся у неё на вооружении P-39 Аэрокобра. Спустя несколько недель CA-12 также получила 84-я эскадрилья, передовая часть ПВО, которая была размещена на аэродроме Хорн-Айленда в Торресовом проливе. Третий боевой отряд, получивший Бумеранги, эскадрилья № 85, как и эскадрилья № 83, выполнял обязанности по материковой части Австралии и базировался на аэродроме RAAF Гилдфорд (известный позже как аэропорт Перта), Бумеранги в этой эскадрилье сменили истребители F2A Баффало.
16 мая 1943 года произошло первое столкновение между Бумерангами, выполнявшим воздушное патрулирование, и японскими самолётами. Пара Бумерангов под управлением лейтенанта Джонстона и сержанта Штаммера, заметила три бомбардировщика Мицубиси G4M Бетти и открыла огонь c расстояния 230 метров. Бомбардировщикам были нанесены небольшие повреждения, после чего противник отступил. Вечером 20 мая 1943 года пилот 85-й эскадрильи майор Рой Гун взлетел с аэродрома Лирмонт, недалеко от Эксмута. Он стал первым пилотом Бумеранга, который вылетел по тревоге на перехват японских бомбардировщиков над материковой частью Австралии. Целью вылета был перехват японских бомбардировщиков до нанесения удара по военно-морской базе союзников в заливе Эксмут под кодовым названием «Потшот». После того, как Гун засёк цель бомбардировщики сбросили свои бомбы далеко от цели и покинули район. Большая часть патрульных вылетов обходились без происшествий.
84-я эскадрилья была развёрнута на базе бомбардировочной авиации ВВС США на острове Хорн у берегов Северной Австралии в целях борьбы с японскими воздушными налётами и в связи с продолжающейся нехваткой истребителей в этом районе, которые требовались для планируемого ограниченного наступления в Новой Гвинее. Однако успехи эскадрильи при выполнении этих задач были довольно скромны. Низкая максимальная скорость Бумеранга и плохие характеристики на большой высоте означали, что Бумеранг мог отбивать вражеские атаки, но редко мог подобраться достаточно близко к японским самолётам, чтобы сбить их. В этой области не было много воздушных налётов и после использования Бумерангов в течение восьми месяцев 84-я эскадрилья перешла на P-40 Киттихок. Помимо противовоздушной обороны 84-я эскадрилья также обеспечивала прикрытие для всего судоходства в этом районе, в том числе в 20 милях от Мерауке, провинция Папуа.
Хотя в архивах RAAF не зарегистрировано ни одной воздушной победы Бумерангов, этот самолёт доказал свою полезность в качестве лёгкого штурмовика, часто заменяя легко вооружённого Wirraway в этой роли. В этой важной миссии Бумеранг непосредственно способствовал успеху боевых действий в широкомасштабной наземной войне в джунглях юго-западной части Тихоокеанского театра, которая часто характеризовалась широко разбросанными небольшими боестолкновениями которые происходили на ближней дистанции с неопределёнными линиями фронта. Помимо пушечного и пулемётного огня Бумеранги часто сбрасывали дымовые шашки, чтобы обозначить важные цели с последующим уничтожением их иными силами и средствами. Самолёт также использовался для корректировки артиллерийского огня, сброса запасов передовым частям, тактической разведки и противомалярийного распыления.
Самолёт оказался идеальным в этой роли штурмовика благодаря ряду качеств, которыми он обладал. Бумеранг имел достаточную дальность полёта, когда базировался близко к линии фронта; был хорошо вооружён; имел хорошую манёвренность и был лёгким в управлении, что означало, что лётчики могли приблизиться к наземным целям, избежать зенитного огня и столкновения с землёй; отличался хорошей бронезащитой наряду с прочным планером, который мог выдержать значительные повреждения. Некоторые из самолётов были сбиты, в том числе два по причине дружественного огня, и многие из них были повреждены во время аварий, часто из-за того, что Бумеранг был склонен к уводу в сторону при посадке.
4-я эскадрильи и 5-я эскадрильи летали на Бумерангах в Новой Гвинее, кампании на Соломоновых островах и Борнео, также в роли поддержки наземных войск, с заметным успехом. Пилоты летали парой (один для наблюдения за землёй, другой для наблюдения за воздушной обстановкой) и выполняли бомбардировку и обстрел с бреющего полёта, а также наводили артиллерию. При атаке более крупных вражеских соединений Бумеранги часто действовали совместно с более крупными самолётами. В этой роли Бумеранг сближался с целью, чтобы засечь её и отметить дымовой шашкой на 20 фунтов (9 кг), после чего по цели работали бомбардировщики с более безопасного расстояния. Примером эффективной совместной работы являются вылеты Бумерангов 5-й эскадрильи RAAF и Корсаров RNZAF во время Бугенвильской кампании.
14 августа 1945 года боевая карьера Бумеранга подошла к концу, когда были остановлены все наступательные операции против наземных целей, за исключением прямой поддержки сухопутных войск союзников в случае контакта с противником.
Несколько Бумерангов использовалось при выполнении морских спасательных операций в Новой Гвинее.
Единственный изготовленный Бумеранг модели СА-14А был использован для исследований, а после окончания войны был передан в Бюро метеорологии.

## Тактико-технические характеристики
Приведены данные модификации CA-12.
Источник данных: Pentland G., 1966.

Технические характеристики
- Экипаж: 1 пилот
- Длина: 8,153 м
- Размах крыла: 10,97 м
- Высота: 3,76 м (хвост поднят)
- Площадь крыла: 20,9 м²
- Профиль крыла: NACA 2215
- Масса пустого: 2437 кг
- Масса снаряжённого: 2970 кг
- Нормальная взлётная масса: 3492 кг
- Максимальная взлётная масса: 3742 кг
- Масса топлива во внутренних баках: 523 кг
- Объём топливных баков: 605,7 л
- Силовая установка: 1 × 14-цилиндровый радиальный Pratt & Whitney S3C4-G Twin Wasp
- Мощность двигателей: 1 × 1200 л.с. (1 × 882,6 кВт)
- Воздушный винт: Hamilton Standart Series 3E 50
- Диаметр винта: 3,35 м

Лётные характеристики
- Максимально допустимая скорость: 659,8 км/ч
- Максимальная скорость: 491 км/ч на 4724 м
- Крейсерская скорость: 281,6 км/ч
- Скорость сваливания: 107,8—111 км/ч
- Практическая дальность: 2575 км (с ПТБ)
- Практический потолок: 10360 м
- Скороподъёмность: 14,94 м/с
- Время набора высоты:
  - 3048 м за 4 мин
  - 6096 м за 9,2 мин
- Нагрузка на крыло: 167 кг/м²
- Тяговооружённость: 252,7 Вт/кг

Вооружение
- Стрелково-пушечное:  
  - 2 × 20 мм пушки Hispano или C.A.C. с боекомплектом 120 патронов
  - 4 × 7,7 мм пулемёта Browning с боекомплектом 4000 патронов
- Бомбы: 4 × 9 кг дымовые бомбы